# Rancho (gastronomía)

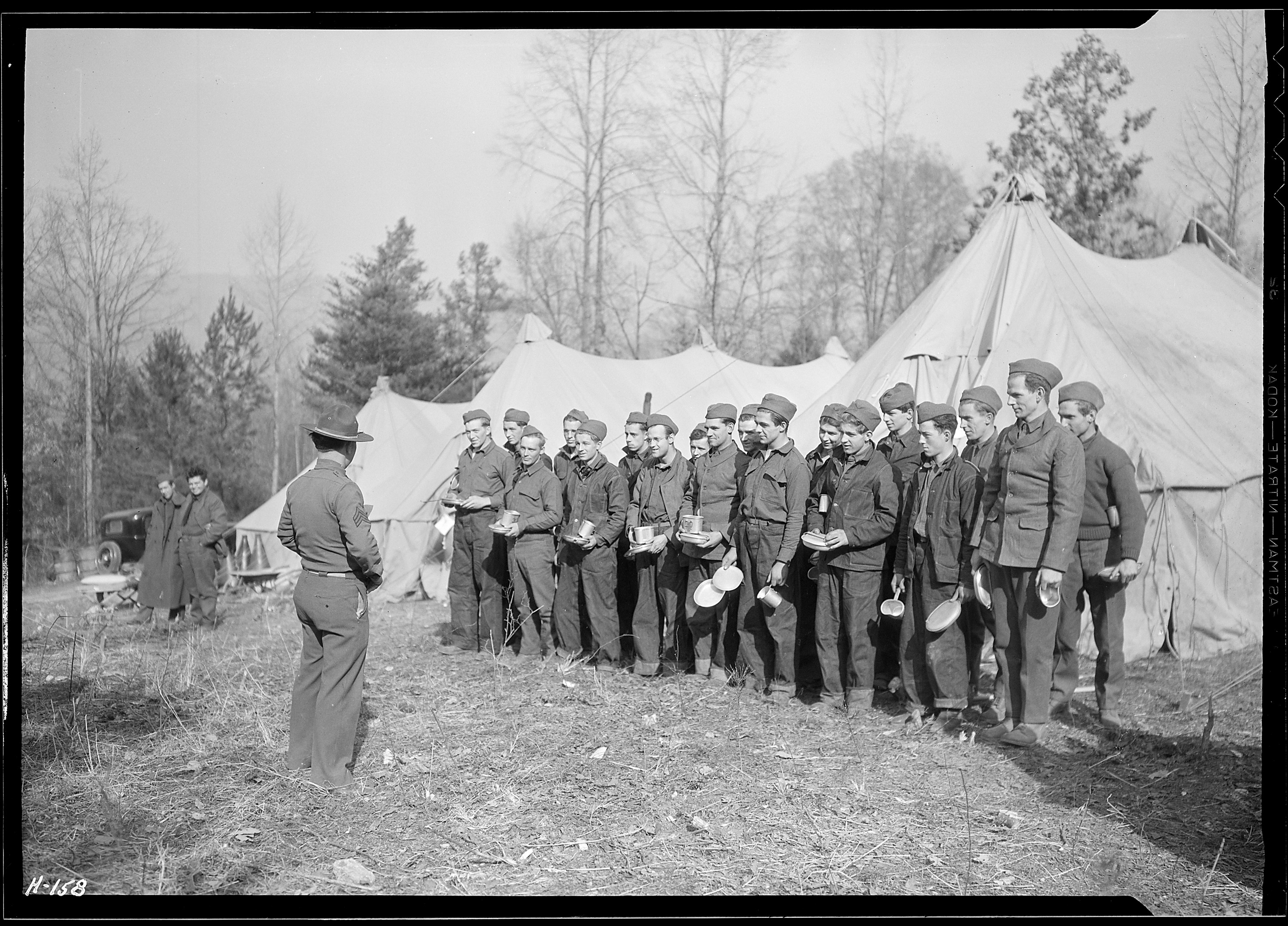
Conjunto de soldados preparados para recibir el rancho

Se llama rancho a la porción de comida que se distribuye a la tropa de un ejército. 
El rancho que daba el Imperio romano a sus soldados consistía en una porción de tocino, legumbres y queso; su bebida era el ocsicrat. Ningún soldado podía comer su rancho sin que se diese por el jefe la orden oportuna, y debían verificarlo por escuadras, a fin de fomentar entre ellos aquel amor fraternal que produce el trato y la mesa. Por ello, el rancho entre los romanos era uno de los primeros y particulares objetos de su disciplina y del que se ocupaban los mismos generales.